# آنارشیست‌ها (فیلم)
آنارشیست‌ها (به انگلیسی: Anarchists) فیلمی ۱۰۰ دقیقه‌ای به کارگردانی یو یانگ-سیک با بازی جانگ دونگ-گون محصول کشور بریتانیا است.